# Landhaus Heinrich Oswald Emil Günther
Das Landhaus Heinrich Oswald Emil Günther steht im Stadtteil Wahnsdorf der sächsischen Stadt Radebeul, in der Lößnitzgrundstraße 81 direkt am Eingang zum Dorfgrund, der auf die Wahnsdorfer Hochebene führt. Es wurde 1887 von den Baumeistern Gebrüder Ziller für Heinrich Oswald Emil Günther errichtet, zusammen mit zwei eingeschossigen Nebengebäuden für den Betrieb einer Schmiedewerkstatt sowie eines Heißmangelbetriebs.

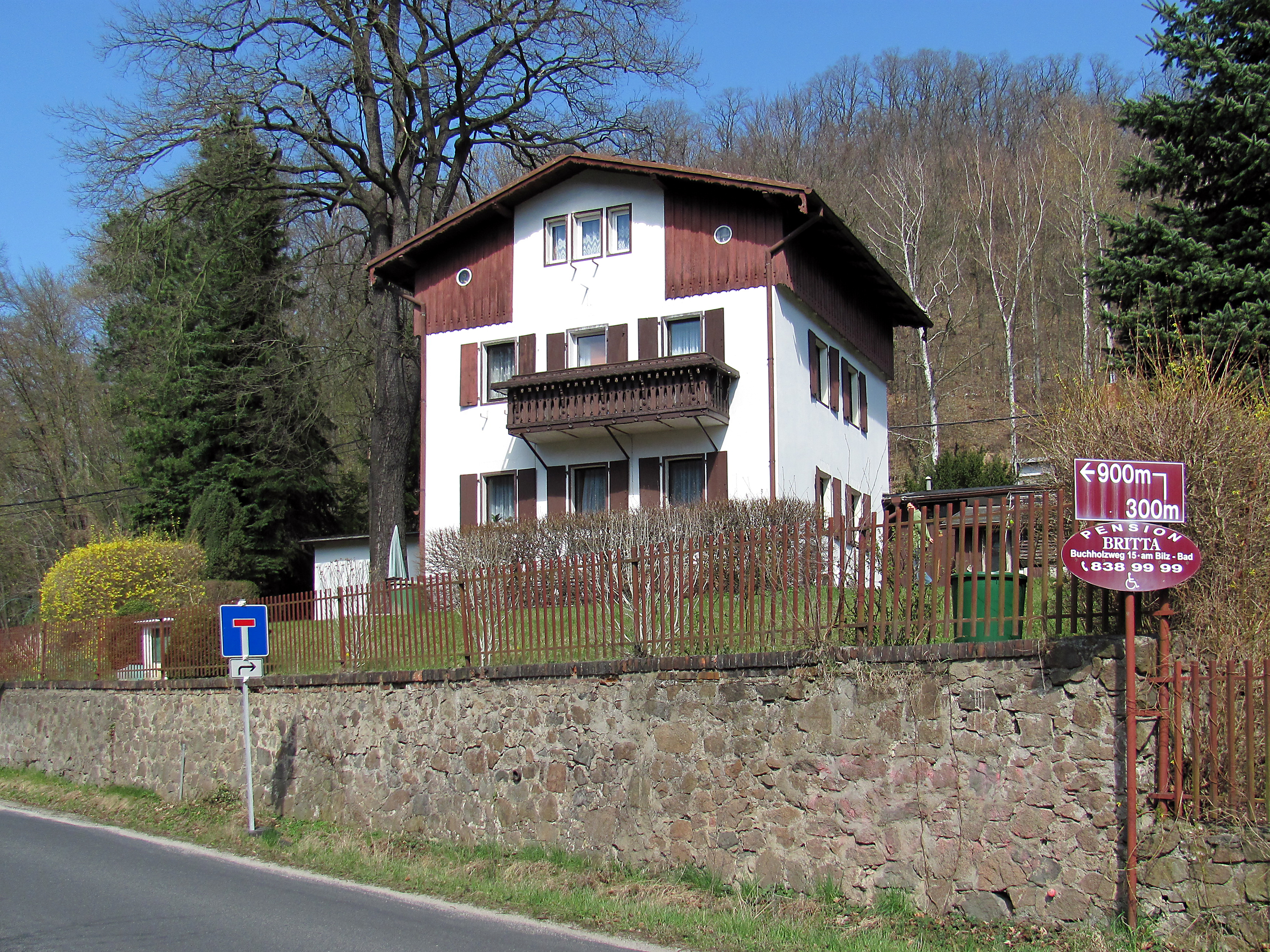
Lößnitzgrundstraße 81

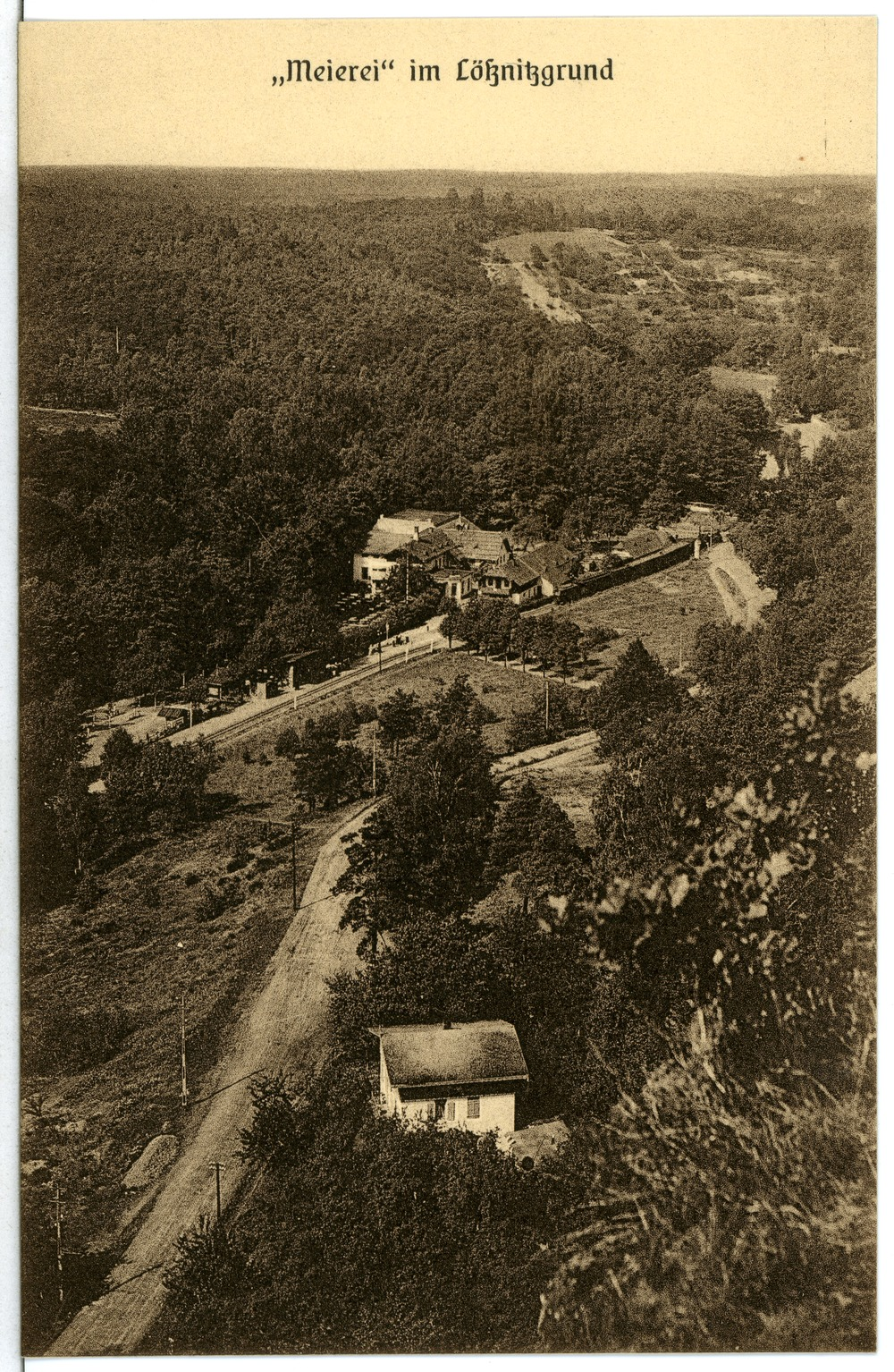
Blick vom Todhübel auf das Landhaus, den Haltepunkt Lößnitzgrund und die Meierei (1908)

## Beschreibung
Das mit der Stützmauer unter Denkmalschutz stehende Landhaus im Schweizerstil hat einen fast quadratischen Grundriss. Nicht unterkellert erheben sich über einem Bruchsteinsockel zwei verputzte Vollgeschosse. Darüber befindet sich ein hoher Kniestock, der von einem flach geneigten Satteldach abgeschlossen wird.
Das Dachgeschoss ist großenteils verbrettert, in der verputzten Giebelfläche zur Straße befindet sich ein Drillingsfenster. Im Obergeschoss der dreiachsigen Straßenansicht befindet sich rechts ein zweiachsiger Holzbalkon. Die Fenster werden von Klappläden eingerahmt.